# Доржиїн Нармандах
Доржиїн Нармандах (монг. Доржийн Нармандах; нар. 5 лютого 1982, Баянхонгор, аймак Баянхонгор) — монгольська борчиня вільного стилю, бронзова призерка чемпіонату світу, срібна та бронзова призерка чемпіонатів Азії.

## Життєпис
Боротьбою почала займатися з 2004 року.
Виступала за борцівський клуб «Куч» Баянхонгор. Тренер — Намшир.

## Спортивні результати на міжнародних змаганнях

### Виступи на Чемпіонатах світу
| Змагання                        | Збірна   | Вагова категорія          | Місце  |
| ------------------------------- | -------- | ------------------------- | ------ |
| Чемпіонат світу з боротьби 2005 | Монголія | жіноча боротьба, до 59 кг | 24     |
| Чемпіонат світу з боротьби 2007 | Монголія | жіноча боротьба, до 59 кг | Бронза |
| Чемпіонат світу з боротьби 2011 | Монголія | жіноча боротьба, до 59 кг | 5      |

### Виступи на Чемпіонатах Азії
| Змагання                       | Збірна   | Вагова категорія          | Місце  |
| ------------------------------ | -------- | ------------------------- | ------ |
| Чемпіонат Азії з боротьби 2005 | Монголія | жіноча боротьба, до 59 кг | Бронза |
| Чемпіонат Азії з боротьби 2007 | Монголія | жіноча боротьба, до 59 кг | Срібло |

### Виступи на інших змаганнях
| Змагання                                        | Збірна   | Вагова категорія          | Місце |
| ----------------------------------------------- | -------- | ------------------------- | ----- |
| Чемпіонат світу з боротьби серед студентів 2006 | Монголія | жіноча боротьба, до 59 кг | 8     |
| Відкритий кубок Монголії з боротьби 2012        | Монголія | жіноча боротьба, до 59 кг | 5     |